# Schloss Gattendorf
Das Schloss Gattendorf in Gattendorf (Oberfranken) steht auf den Fundamenten des ehemaligen Rittersitzes Gattendorf, der bis Anfang des 16. Jahrhunderts bestand.

## Geschichte der Burganlage

### Rittersitz der Familie von Sparneck
Die Burg Gattendorf als Wallanlage mit einem Wehrturm wurde vermutlich im Zuge der Erschließung des Landes durch die Grafen von Vohburg gegründet. Sie wurde erstmals am 6. März 1294 urkundlich erwähnt. 1366 wurde die durch räuberische Aktivitäten zerstörte Burg wieder aufgebaut. In der Zeit von 1356 bis 1562 befand sie sich im Besitz der Familie von Sparneck. Zwei Linien der Familie waren in Gattendorf beheimatet. Ein Vertreter, Hans von Sparneck, verhandelte 1430 bei Hof mit den Hussiten.
Alban von Dobeneck skizzierte das Aussehen der Burg: „Die Burg Gattendorf erhebt sich auf einem ansehnlichen Hügel über das Dorf, Steilhänge schirmen das Anwesen nach verschiedenen Seiten hin ab“. Aufgrund von Beobachtungen des damaligen Zustands durch von Dobeneck im Jahre 1792 kann man von einem ovalen Grundriss ausgehen. Ein Graben, der über eine Brücke überquert werden kann, umgibt den kleinen Burghof, an dessen Ende das Hauptgebäude steht. Reste einer Warte befinden sich vorgelagert in der Nähe der Brücke unmittelbar am Steilhang.

### Zerstörung im Fränkischen Krieg 1523
→ Hauptartikel: Wandereisen-Holzschnitte von 1523

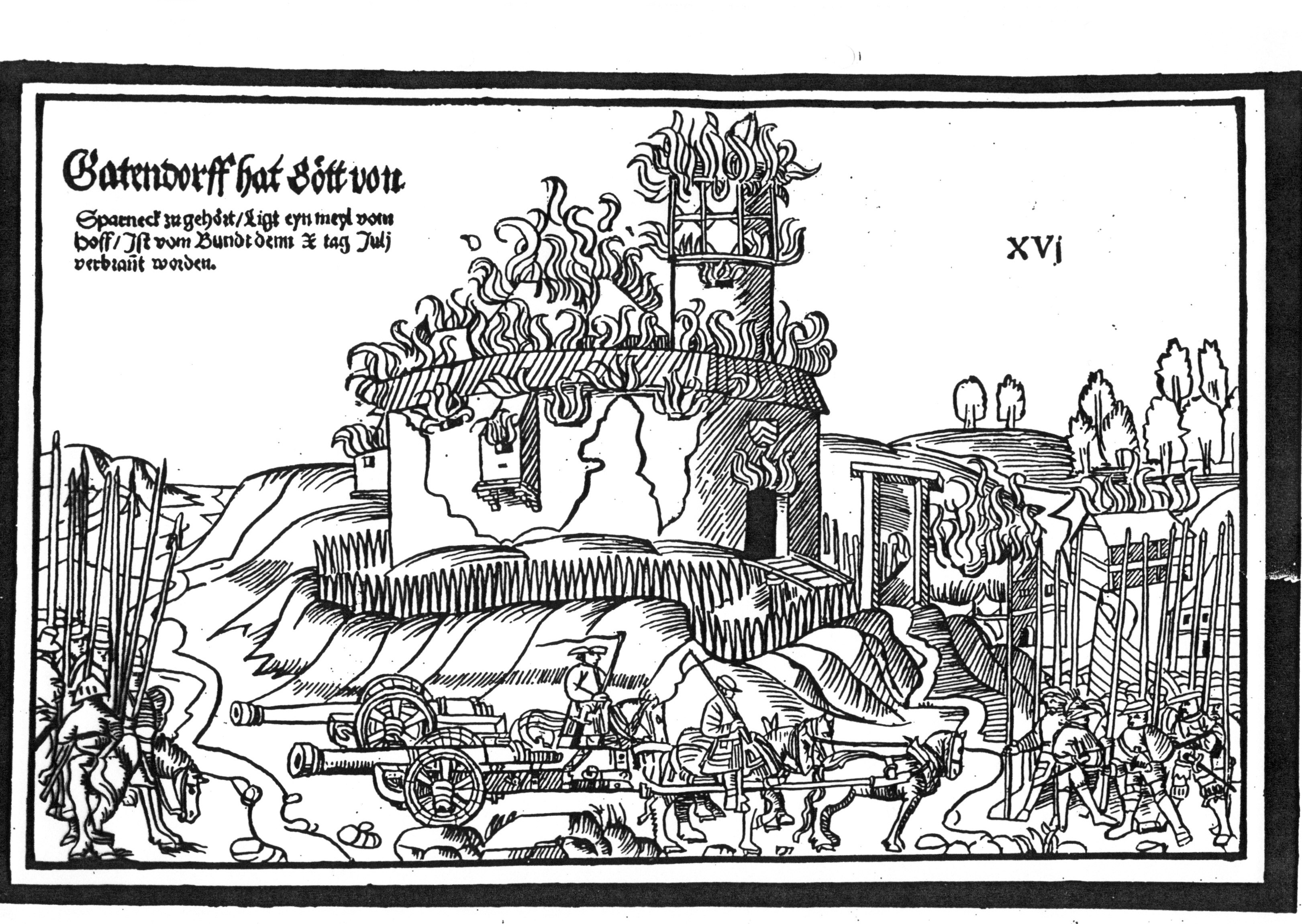
Die Burg Gattendorf bei ihrer Zerstörung durch die Truppen des Schwäbischen Bundes 1523. Holzschnitt von Hans Wandereisen

In der Mitte des 16. Jahrhunderts entführte der Raubritter Hans Thomas von Absberg Kaufleute der Reichsstädte in Franken und Schwaben auf ihren Handelsreisen und verlangte ein hohes Lösegeld für ihre Freilassung. Die Herren von Sparneck unterstützten ihn bei seiner Fehde. Gett, ein Vertreter dieser Familie, erschien 1519 auf Gattendorf, der Burg, die schon seit langer Zeit im Besitz der Sparnecker war. 1522 wurde an der Knittlinger Steige ein kaiserlicher Diener überfallen. Auch Gett von Sparneck soll unter der Truppe gewesen sein, die den Absberg beim Überfall unterstützte.   Der Schwäbische Bund sandte 1523 seine Truppen aus und machte insgesamt 23 Raubnester dem Erdboden gleich. Fünf der zerstörten Burgen gehörten den Sparneckern. Am 10. Juli 1523 wurde Gattendorf gebrandschatzt; die Reste wurden gesprengt, um eine Rückkehr der Besitzer unmöglich zu machen.
Der Holzschnitt zeigt die Burg etwa vom heutigen Barockschloss aus. Der Hügel fällt rechts im Bild in Richtung der zu Schloßgattendorf gehörenden Häuser, die zum Teil ebenfalls brennen, steil ab. Zur Burg gehört neben einem aufgeschütteten Wall, einem Palisadenzaun und, erkennbar an der hölzernen Brücke, eine Grabenanlage. Die Burgmauer umschließt in runder Form mindestens ein Hauptgebäude und einen Turm. Der oberste Abschnitt des Turmes ist in Fachwerk ausgebildet. Alle Teile der Burg stehen in Flammen. Über dem Eingang prangt das Wappen der Familie von Sparneck. Im Vordergrund des Bildes halten sich die Truppen des Schwäbischen Bundes auf, links die Reiterei und rechts Fußtruppen, jeweils bewaffnet mit Spießen, in der Mitte stehen zwei bespannte Kanonen. Die beiden begleitenden Reiter führen brennende Stäbe zum Zünden der Kanonen mit sich.

### Weitere Baugeschichte
Zwar wurde die Anlage im Jahr darauf in der Grenzregelung zwischen Sachsen und Brandenburg genannt, aber nicht wieder vollständig aufgebaut. Die Reste wurden um 1562 notdürftig instand gesetzt, der Verfall war aber nicht dauerhaft aufzuhalten. Man nutzte das Gebäude als Lagerhaus, Kornspeicher und Brauhaus. Das baufällige Brauhaus brannte 1895 ab und blieb Ruine. Heute weist ein gefütterter Graben und ein größeres Kellergewölbe auf die mittelalterlichen Ursprünge dieses Gebäudes hin. Der umgebende Bergwald ist ein Naturdenkmal.

## Geschichte des Barockschlosses

Wappen der Gemeinde Gattendorf – es erinnert an die Familien Schmidt, Moschler von Gattendorf und von Feilitzsch

1700 erwarb der markgräfliche Steuerverwalter Wolf-Christoph Schmidt das Rittergut von Markgraf Christian Ernst und begann mit der Errichtung eines barocken Schlosses. Die Familie, an die der Schwan im Gemeindewappen erinnert, war bis 1779 dort ansässig. Das Schloss wird gegenwärtig als Gaststätte genutzt.